# Perzische woestijnspringmuis
De Perzische woestijnspringmuis (Allactaga firouzi)  is een zoogdier uit de familie van de jerboa's (Dipodidae). De wetenschappelijke naam van de soort werd voor het eerst geldig gepubliceerd door Womochel in 1978.

## Voorkomen
De soort komt voor in Iran.